# José Javier Sada Beltrán
José Javier Sada Beltrán, né le 2 avril 1956 à Saragosse, est un homme politique espagnol membre du Parti socialiste ouvrier espagnol (PSOE).
Médecin de formation, il occupe divers postes dans la direction d'établissements sanitaires. Il est maire d'Ateca, une commune de la province de Saragosse, de 1991 à 2011. Élu député aux Cortes d'Aragon en 2003, il est réélu successivement et exerce les fonctions de porte-parole parlementaire entre 2011 et 2019. Il est élu président des Cortes d'Aragon en juin 2019.

## Biographie

### Vie privée
Il est marié et père d'une fille.

### Formation et carrière professionnelle
Javier Sada est titulaire d'une licence en médecine et chirurgie. Il a exercé les fonctions de directeur médical d'une station balnéaire et de gérant de l'hôpital provincial de Saragosse. Il a également exercé les fonctions de directeur du domaine ayant trait au bien-être social de la députation provinciale de Saragosse et de directeur du centre psychiatrique de Calatayud.

### Maire pendant cinq mandats
Il se présente comme tête de liste du Parti socialiste ouvrier espagnol lors des élections municipales de mai 1991 dans la petite commune d'Ateca. Vainqueur du scrutin avec 55,72 % des voix et sept conseillers municipaux sur les 11 en jeu, il est proclamé maire. Il est reconduit dans ses fonctions lors des scrutins suivants de 1995, 1999 et 2003 en remportant la majorité absolue des sièges du conseil municipal. Entre 1999 et 2003, il siège également comme porte-parole des élus socialistes à la comarque Comunidad de Calatayud.
Bien qu'il arrive en tête lors des municipales de 2007, il perd sa majorité absolue mais conserve son fauteuil de maire. Toujours en tête lors des élections de mai 2011, il est remplacé par le conservateur Fernando José Duce Borao après une alliance en ce sens du Parti populaire (PP) et du Parti aragonais (PAR) qui disposent ensemble de six sièges sur 11. Il se présente en cinquième position sur la liste de son ancien adjoint Ramón Cristóbal Júdez lors des élections de 2015 et est réélu conseiller municipal.

### Député aux Cortes d'Aragon
Lors des élections aragonaises de mai 2003, il est inclus en 12e position sur la liste de Marcelino Iglesias dans la circonscription de Saragosse. Les socialistes ayant remporté 14 sièges dans la circonscription, Javier Sada fait son entrée aux Cortes d'Aragon. Membre de la commission du Règlement et du Statut des députés, il siège des commissions institutionnelle, de l'Aménagement territorial, et de celle de l'Économie et des Budgets. Réélu en septième position lors des élections de 2007, il est promu porte-parole des élus socialistes à la commission de l'Environnement et continue de siéger à la commission institutionnelle.
Il conserve son mandat parlementaire à l'issue du scrutin de 2011 auquel il concourt en 10e position. Il est alors choisi comme porte-parole du groupe parlementaire socialiste et intègre la députation permanente en tant que titulaire. À ce poste, il critique notamment la composition du gouvernement conservateur de la nouvelle présidente Luisa Fernanda Rudi en raison de l'absence de parité, de l'absence de conseillers issus de la province de Teruel et de la nomination de Mario Garcés, collaborateur de la Fundación para el Análisis y los Estudios Sociales (FAES) présidée par l'ancien président du gouvernement José María Aznar. Remonté à la troisième place sur la liste en 2015, il est réélu puis confirmé dans ses responsabilités pour l'ensemble de la Xe législature,. Il joue un rôle clé de négociateur avec les différents groupes parlementaires afin de garantir la majorité au premier gouvernement de Javier Lambán qui ne dispose pas de la majorité absolue aux Cortes.

### Président des Cortes
Réélu lors des élections aragonaises de mai 2019, un accord passé entre le Parti aragonais et les différents groupes de gauche en vue de la séance constitutive des Cortes réserve aux socialistes la présidence des Cortes et la première vice-présidence tandis que Podemos obtient le poste de premier secrétaire. Dans ce cadre, le nom de Sada est proposé par Javier Lambán, secrétaire général du PSOE-Aragon et président régional, pour occuper la présidence,. Le 20 juin, alors qu'il est seul candidat en lice, Sada est élu président des Cortes d'Aragon avec 36 voix favorables et l'abstention des 31 autres députés d'opposition. Lors de son discours d'installation, il défend l'autonomie de l'Aragon et souhaite que la législature soit tournée vers un maximum d'accords et de consensus. Il indique également vouloir reprendre le projet initié par sa prédécesseure Violeta Barba tenant à la création d'un bureau anticorruption au sein du parlement. Il est remplacé par Vicente Guillén, conseiller à la Présidence du gouvernement sortant, au poste de porte-parole des élus PSOE.
Dans l'optique des élections de mai 2023, Javier Sada indique ne pas se représenter et mettre un terme à sa carrière politique,.